# Istieus
Istieus è un genere di pesci ossei estinto, appartenente agli albuliformi. Visse nel Cretaceo superiore (Santoniano - Campaniano, circa 85 - 80 milioni di anni fa) e i suoi resti fossili sono stati ritrovati in Europa e in Medio Oriente.

## Descrizione
Questo pesce era di dimensioni rispettabili, e solitamente era lungo circa 30 - 40 centimetri. Era dotato di un corpo piuttosto allungato e forte; la pinna dorsale era estremamente allungata e decorreva lungo quasi tutto il dorso, fino alla coda biforcuta. Le pinne pettorali e quella anale erano relativamente piccole. La grossa testa era dotata di denti molto piccoli. Le scaglie erano grandi, cicloidi e parzialmente sovrapposte. Le vertebre erano molto corte; nella specie tipo (Istieus grandis) le vertebre erano 87-92 a seconda degli esemplari, mentre nella specie I. macrocephalus erano non più di 75 (Forey, 1973). 

## Classificazione
Istieus venne descritto per la prima volta da Louis Agassiz nel 1843, nel famoso trattato Recherches Sur Les Poissons Fossiles. I fossili furono ritrovati nella zona di Sendenhorst, in Germania, in terreni del Campaniano. Oltre alle già citate specie tedesche (I. grandis e I. macrocephalus) è nota anche una specie proveniente dal Santoniano del Libano (I. lebanonensis). 

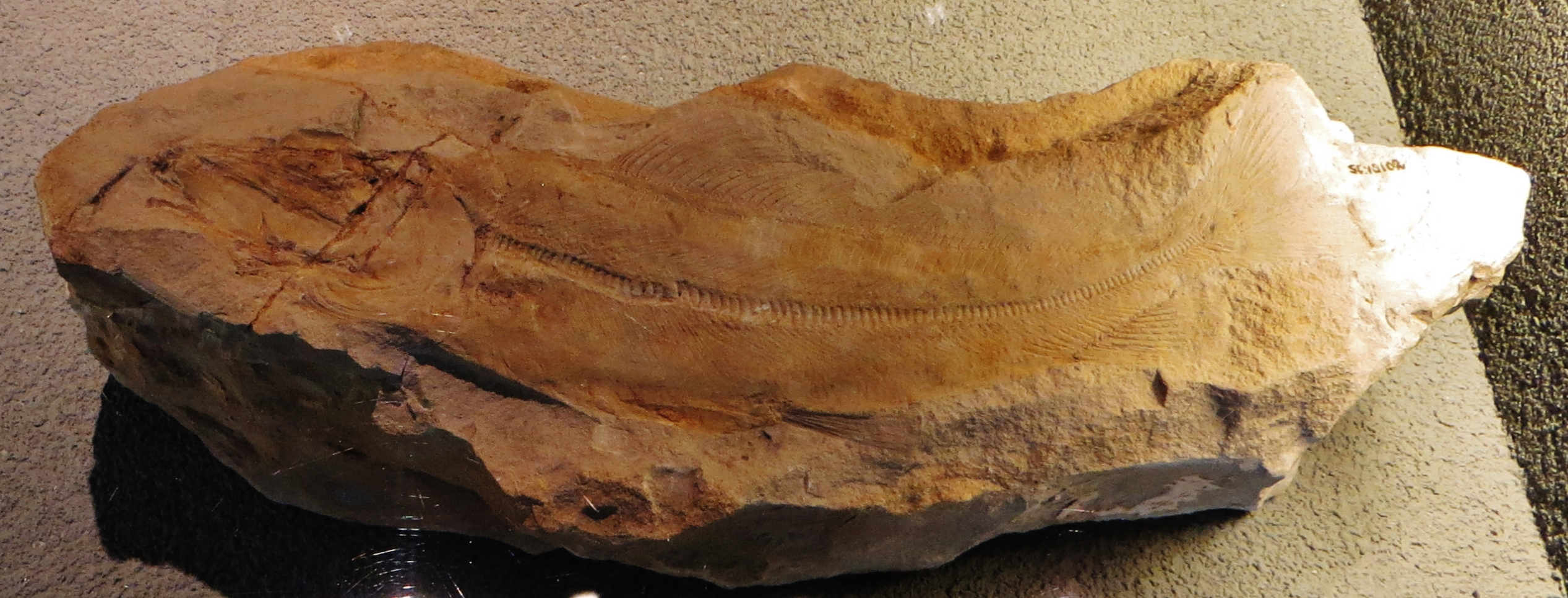
Fossile di Istieus grandis

Istieus è un rappresentante degli albuliformi, un gruppo di pesci comprendenti anche numerose forme attuali, solitamente dal corpo abbastanza corto. Istieus, in particolare, sembrerebbe essere strettamente imparentato al genere attuale Pterothrissus.

## Curiosità
Grazie ad una ricerca effettuata da Riccardo Manni nel 2008, tra il materiale privo di cartellino conservato nel Museo di Paleontologia dell’Università di Roma La Sapienza è stato individuato un esemplare di Istieus grandis, inizialmente citato nel catalogo del Museum Kircherianum dal Bonanni nel 1709. Tale reperto riveste una notevole importanza storica in quanto, ai primi del Settecento, fu donato dalla famiglia dei baroni von Twickel a Papa Clemente XI, e rappresenta il primo reperto fossile conservato al museo.